# Pseudoalcippe abyssinica
El timalí abisinio (Pseudoalcippe abyssinica) es una especie de ave paseriforme de la familia Sylviidae que vive en el África subsahariana.

## Taxonomía
Anteriormente se considera la única especie del género Pseudoalcippe, pero la antigua subespecie atriceps. que tiene la cabeza negra, ahora se considera una especie aparte, el timalí del Ruwenzori (Pseudoalcippe atriceps).

## Distribución y hábitat
Se encuentra principalmente en los bosques y zonas de matorral de montaña de África Oriental, aunque también se encuentra diseminado por los montes de África Central